# Lahti

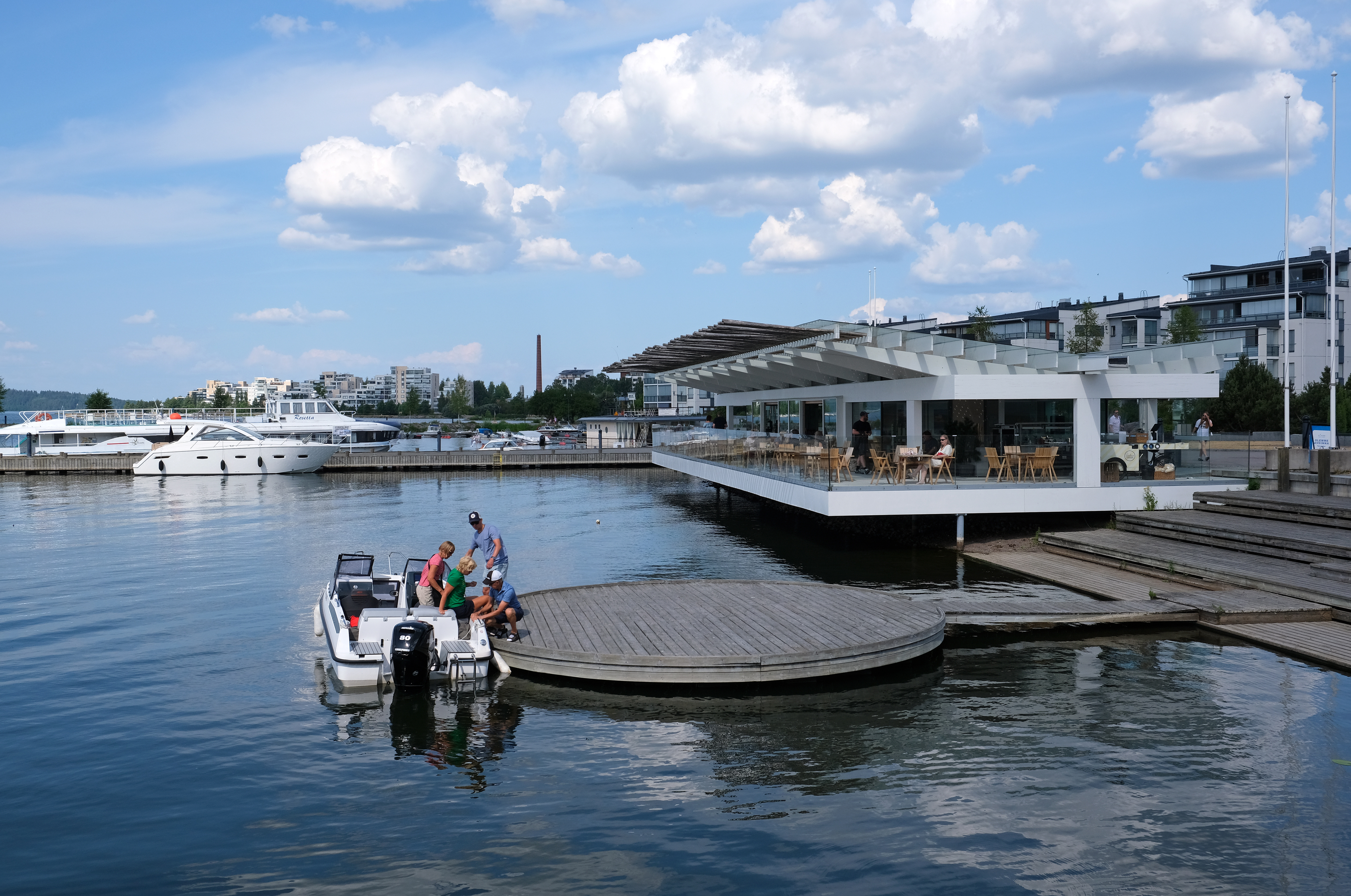
Puerto de Lahti

Lahti (en sueco, Lahtis [ˈlɑhtis]ⓘ) es una ciudad de Finlandia situada en la región de Päijänne Tavastia. Tiene una población estimada, a fines de noviembre de 2024, de 121 430 habitantes.
Es la capital de la región. Está ubicada a orillas del lago Vesijärvi.

## Historia
Lahti consiguió el reconocimiento como ciudad en el año 1905 aunque se conoce su existencia desde el 1443. Desde 1923 y gracias a su trampolín de saltos de esquí, Lahti es conocida mundialmente como una de las estaciones de esquí de mayor importancia.[cita requerida]
Lahti fue desde el año 1993 un gran emisor de radio tanto de onda corta como de onda larga. Aquí se encuentra una antena de 150 metros de altura y otra segunda con forma de T.[cita requerida]
Actualmente este lugar forma parte de un gran museo dedicado a la radiofonía.
En mayo de 2024 se celebró el Mundial U19 Femenino de Floorball, a la vez que el primer mundial 3v3 de la historia de Floorball.

## Demografía
| Gráfica de evolución de Lahti entre 1906 y 2024 |
|                                                 |

## Galería

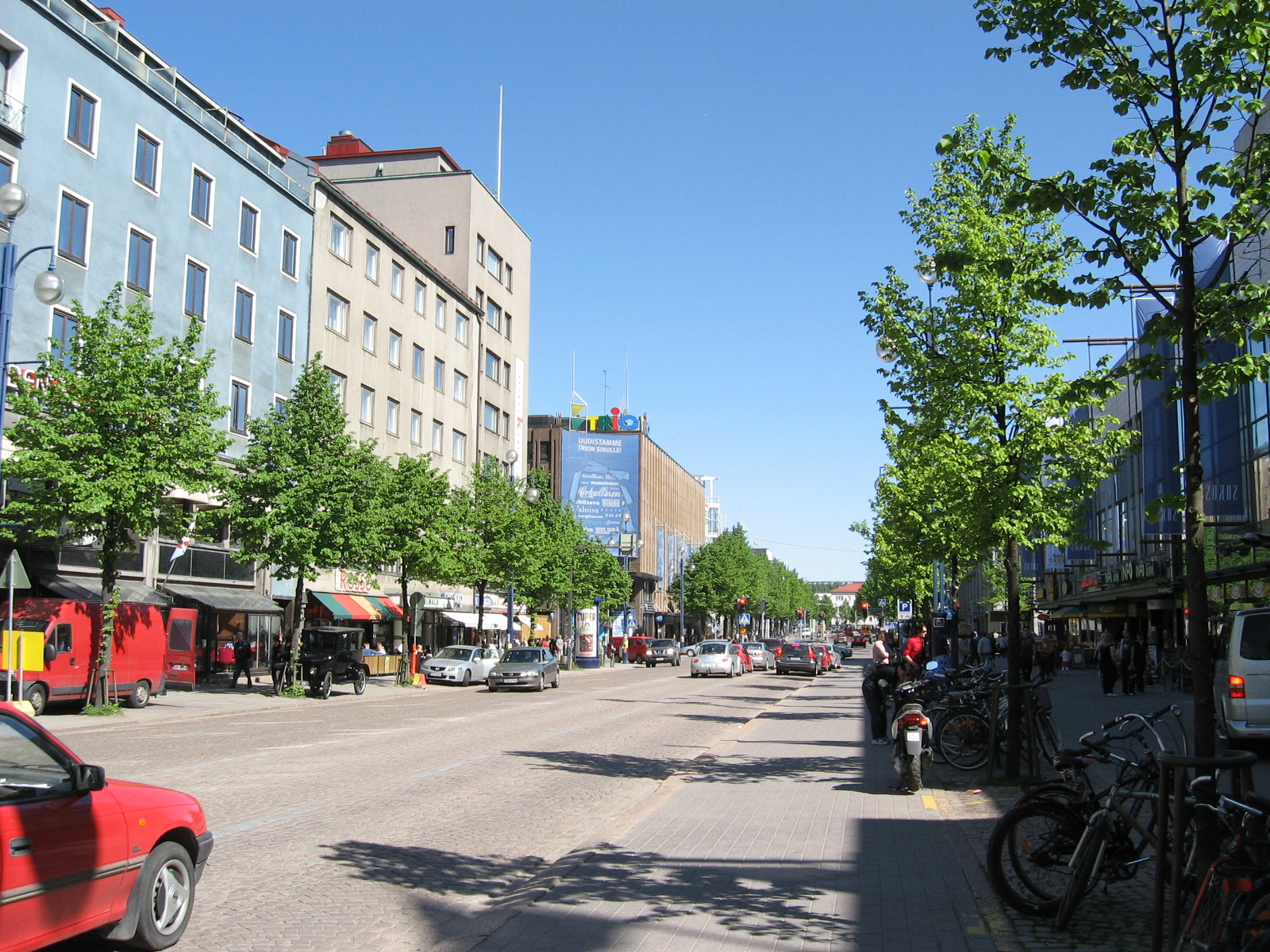
Aleksanterinkatu, centro de Lahti
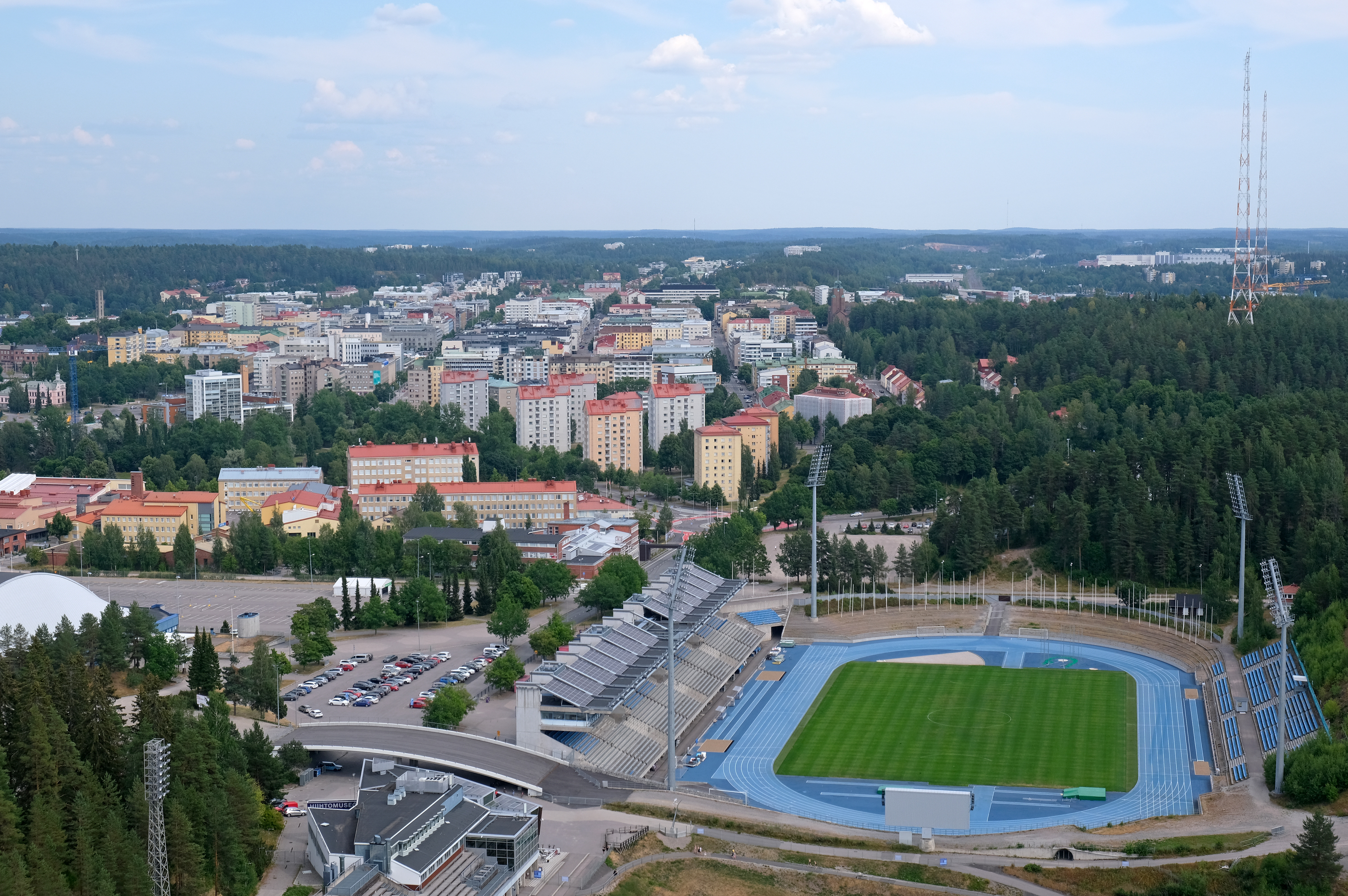
Estadio de Lahti
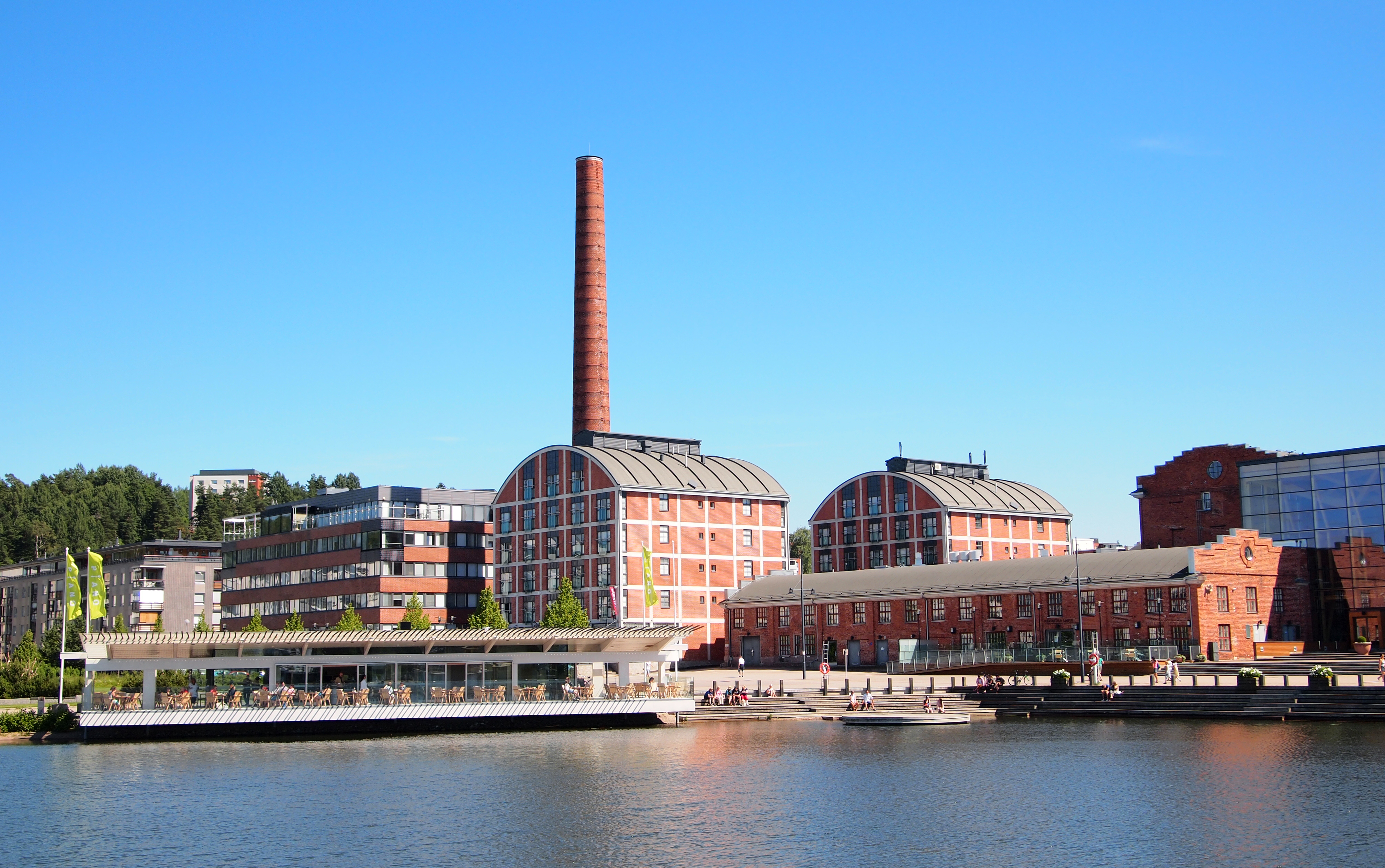
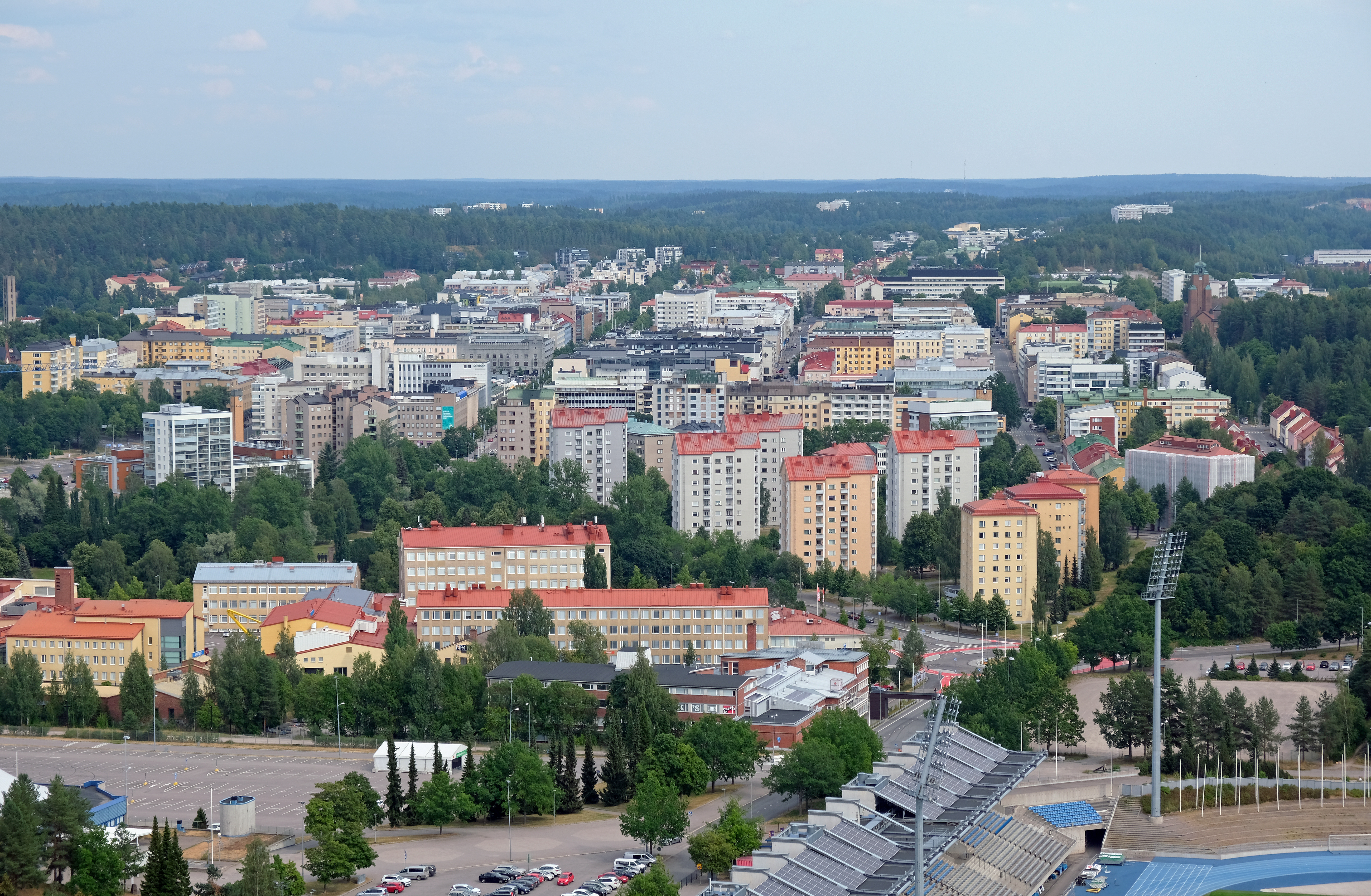

## Personajes célebres
- Janne Ahonen, esquiador
- Jari Litmanen, futbolista
- Toni Nieminen, esquiador
- Petri Pasanen, futbolista
- Jonne Järvelä, vocalista del grupo de folk metal Korpiklaani
- Jaana Pelkonen, presentadora

## Deportes
- Fútbol: FC Lahti
- Hockey sobre hielo